# Schmidtiana shinkaii
Schmidtiana shinkaii är en skalbaggsart som beskrevs av Karube 1998. Schmidtiana shinkaii ingår i släktet Schmidtiana och familjen långhorningar. Inga underarter finns listade i Catalogue of Life.